# Fairfield (Idaho)
Fairfield – miasto w Stanach Zjednoczonych, w stanie Idaho, siedziba administracyjna hrabstwa Camas.